# Abutilon eremitopetalum
Abutilon eremitopetalum, tiếng Anh thường gọi là Hidden-petaled Abutilon hoặc Hiddenpetal Indian Mallow, là một loài cây bụi có hoa thuộc họ cẩm quỳ, Malvaceae. Đây là loài đặc hữu của khu vực rừng khô và vùng cây bụi thấp mặt hứng gió của hòn đảo Lānaʻi ở Hawaii. Nó được xếp loại cực kì nguy cấp theo Sách đỏ do bị mất môi trường sống.

## Hình ảnh

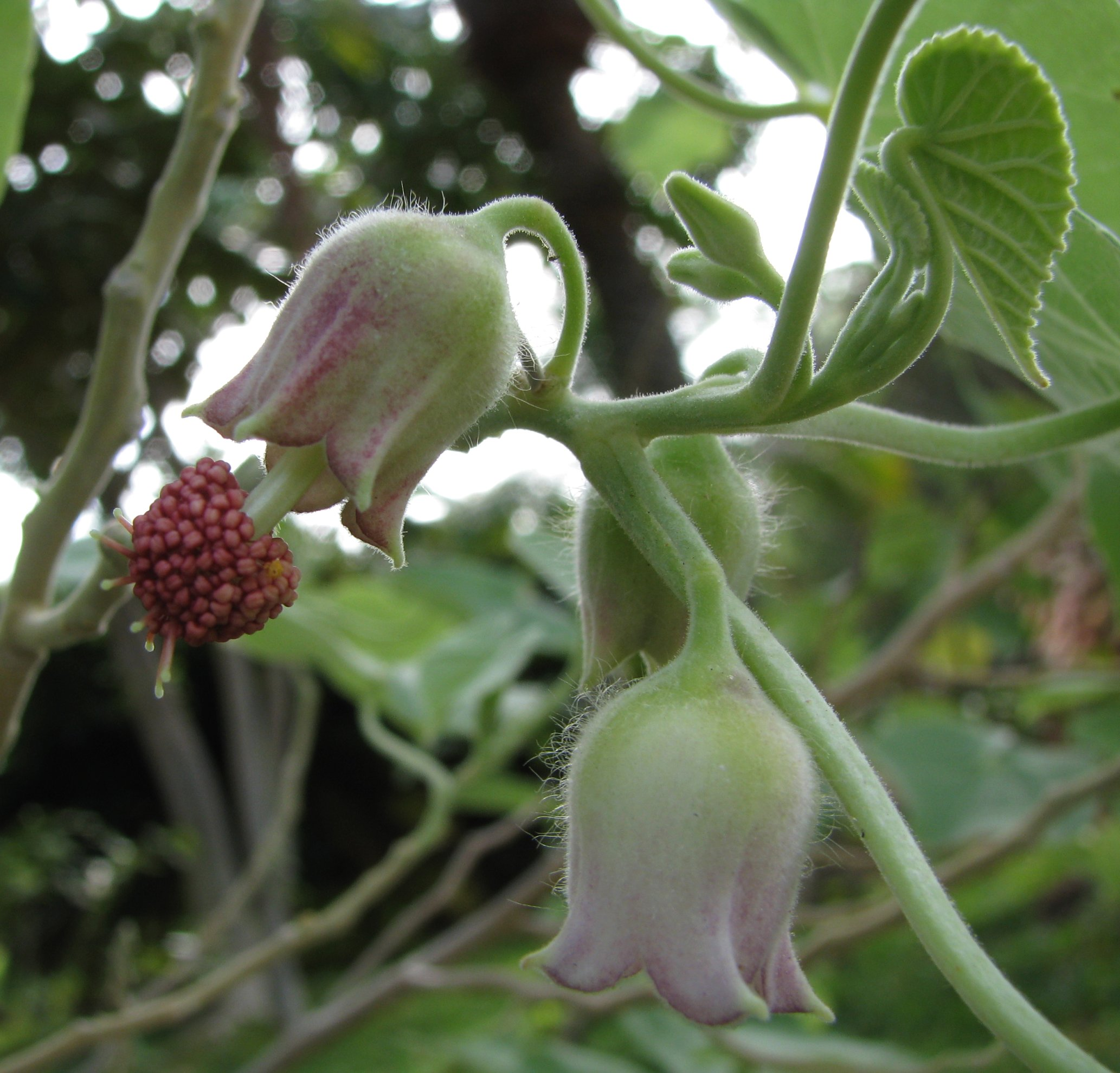
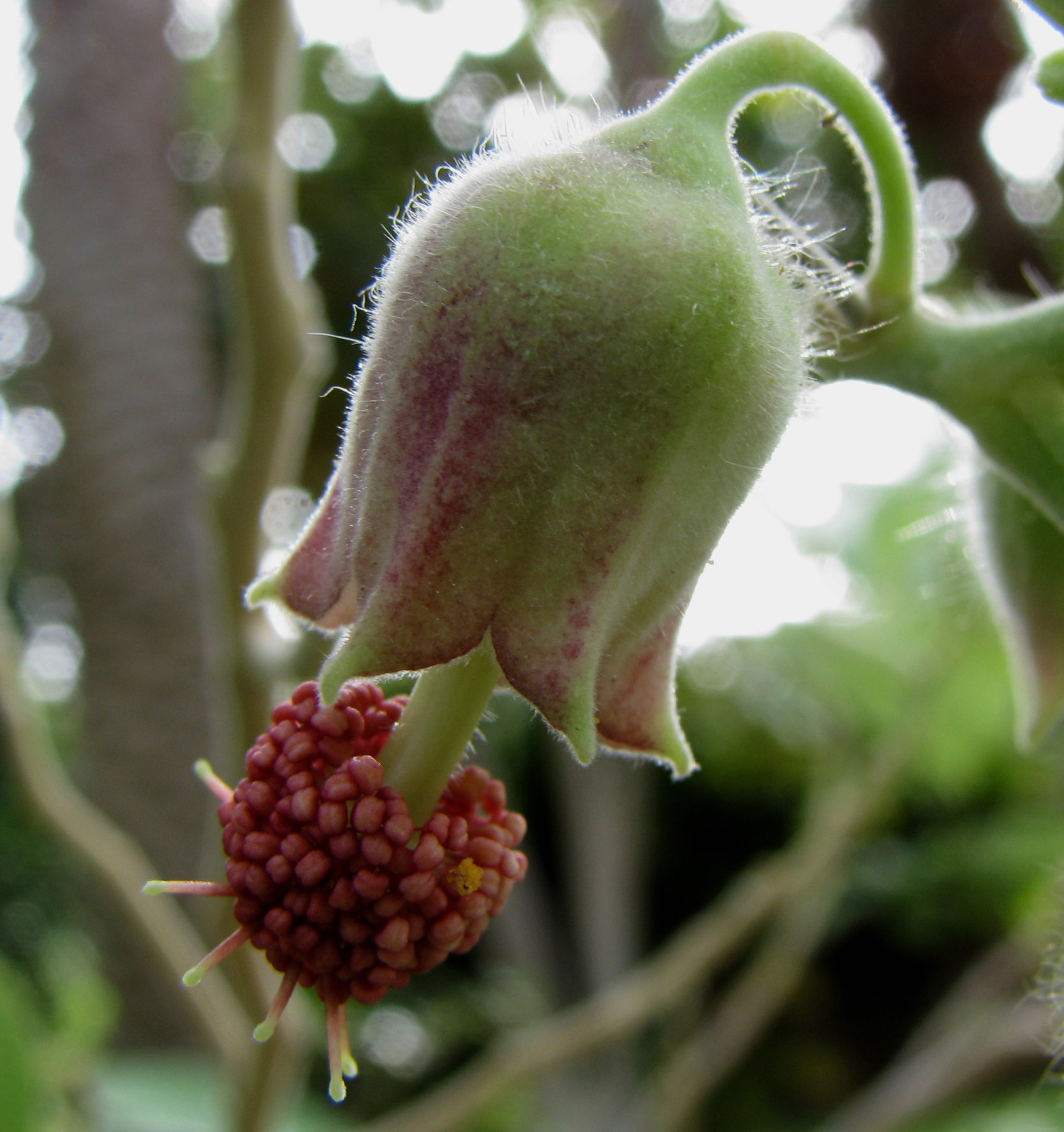
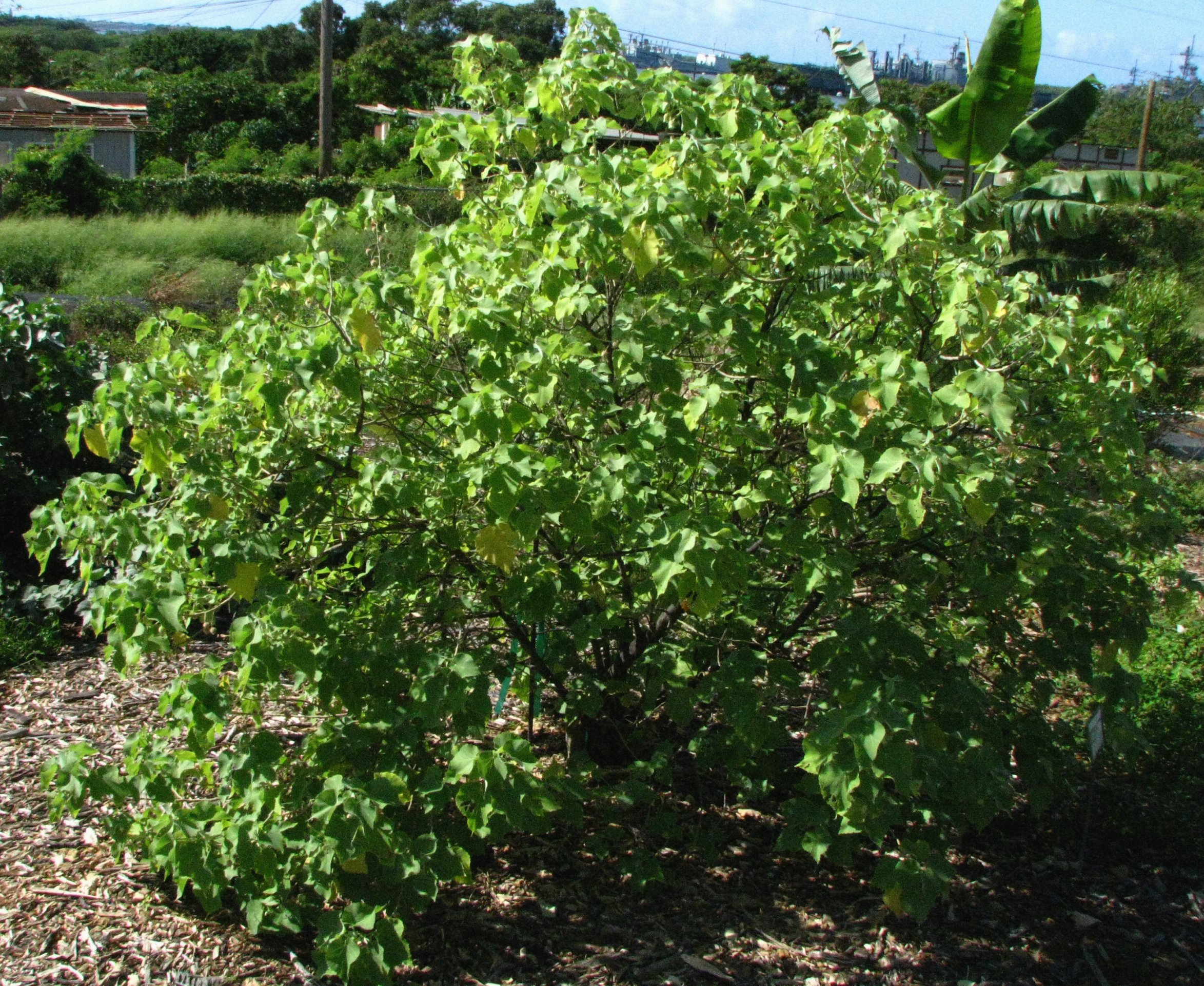
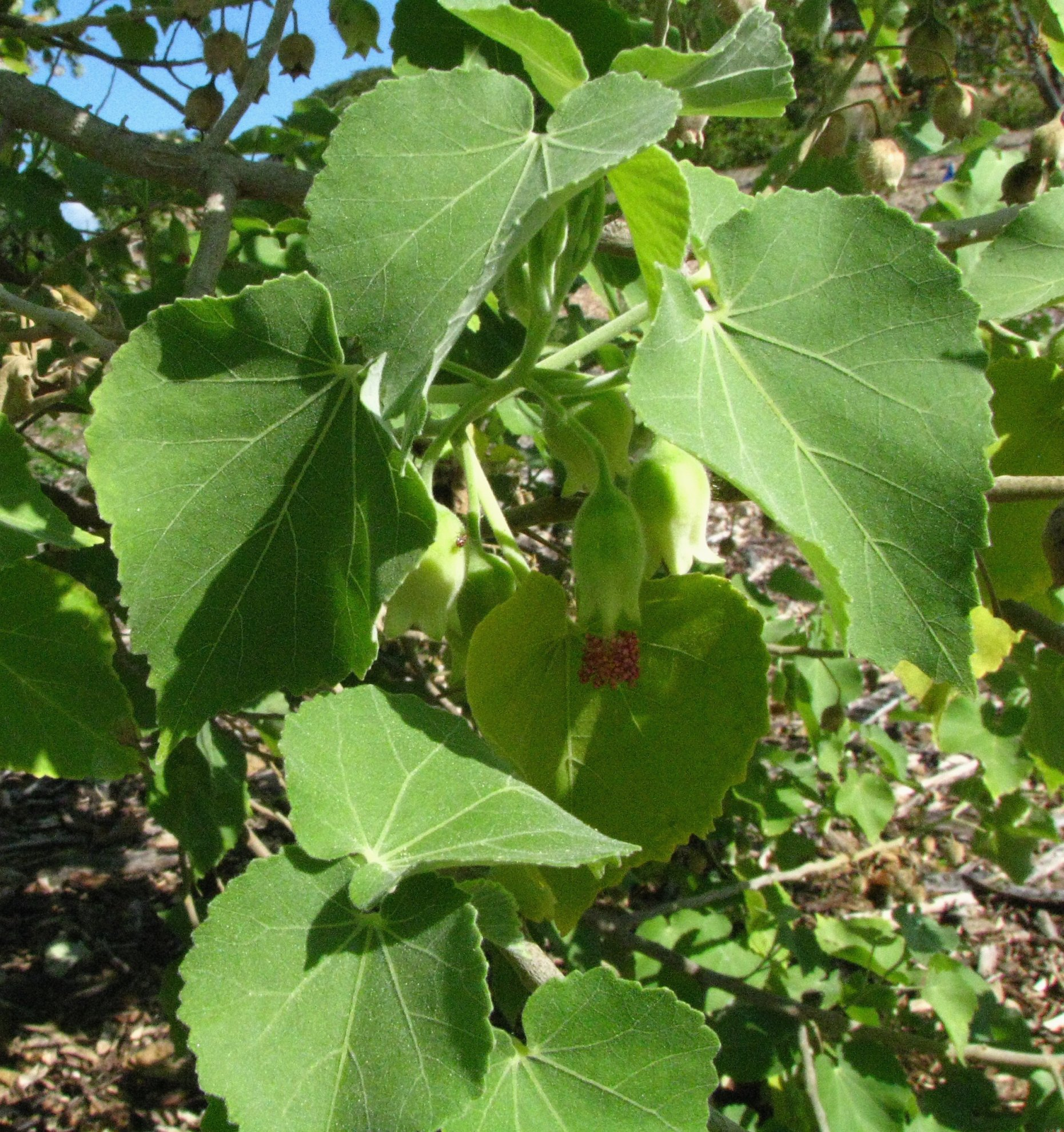
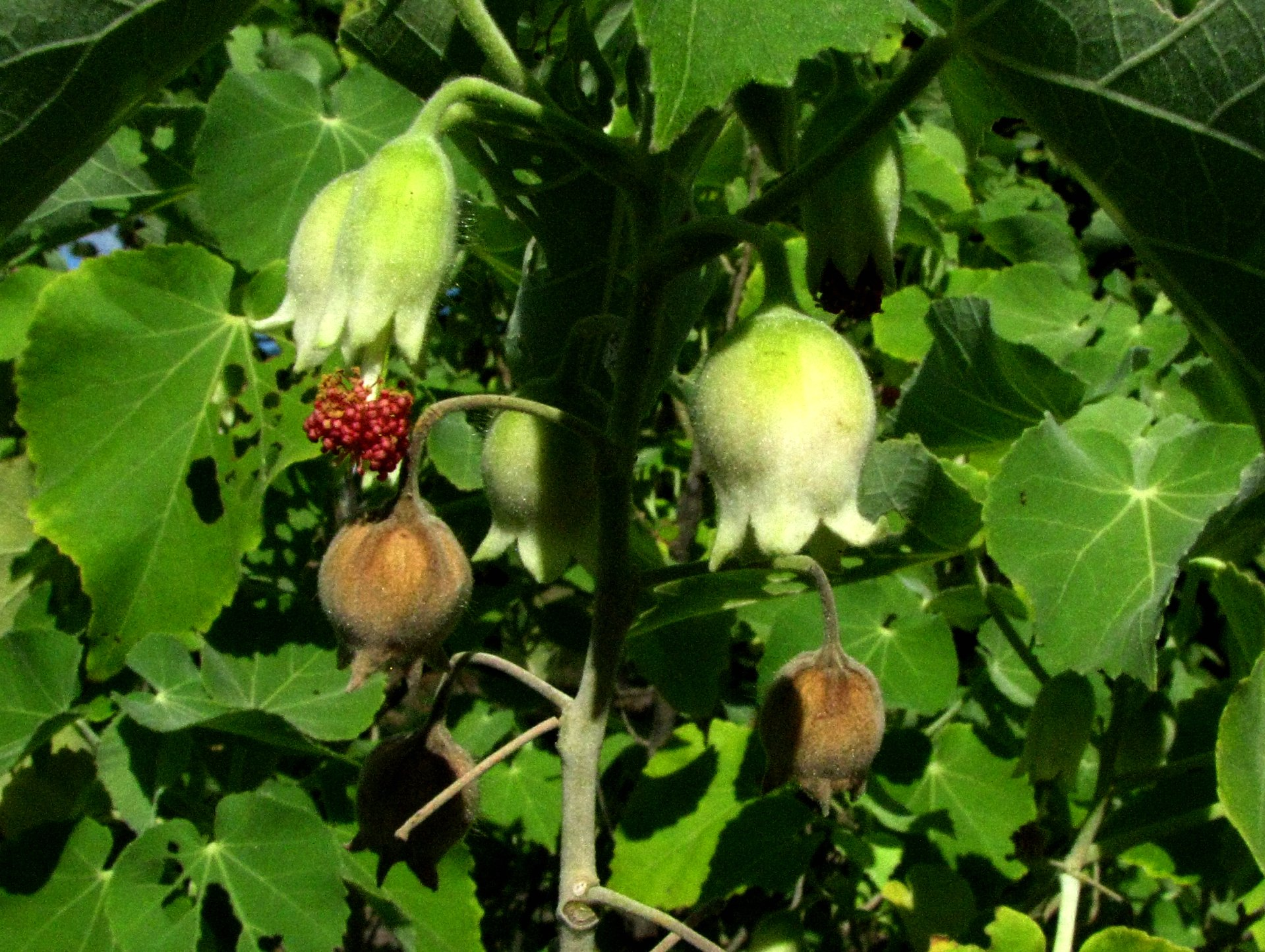
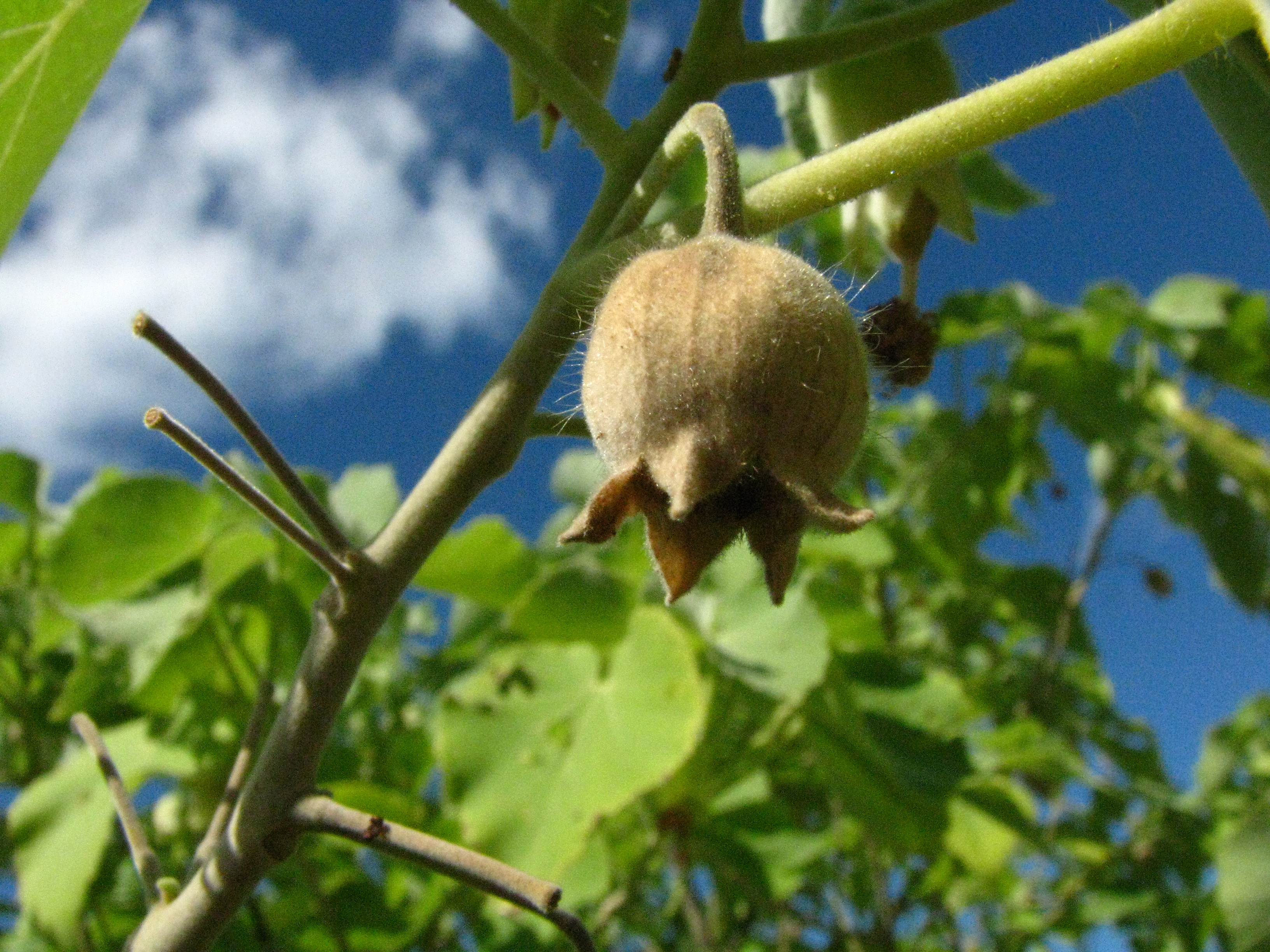
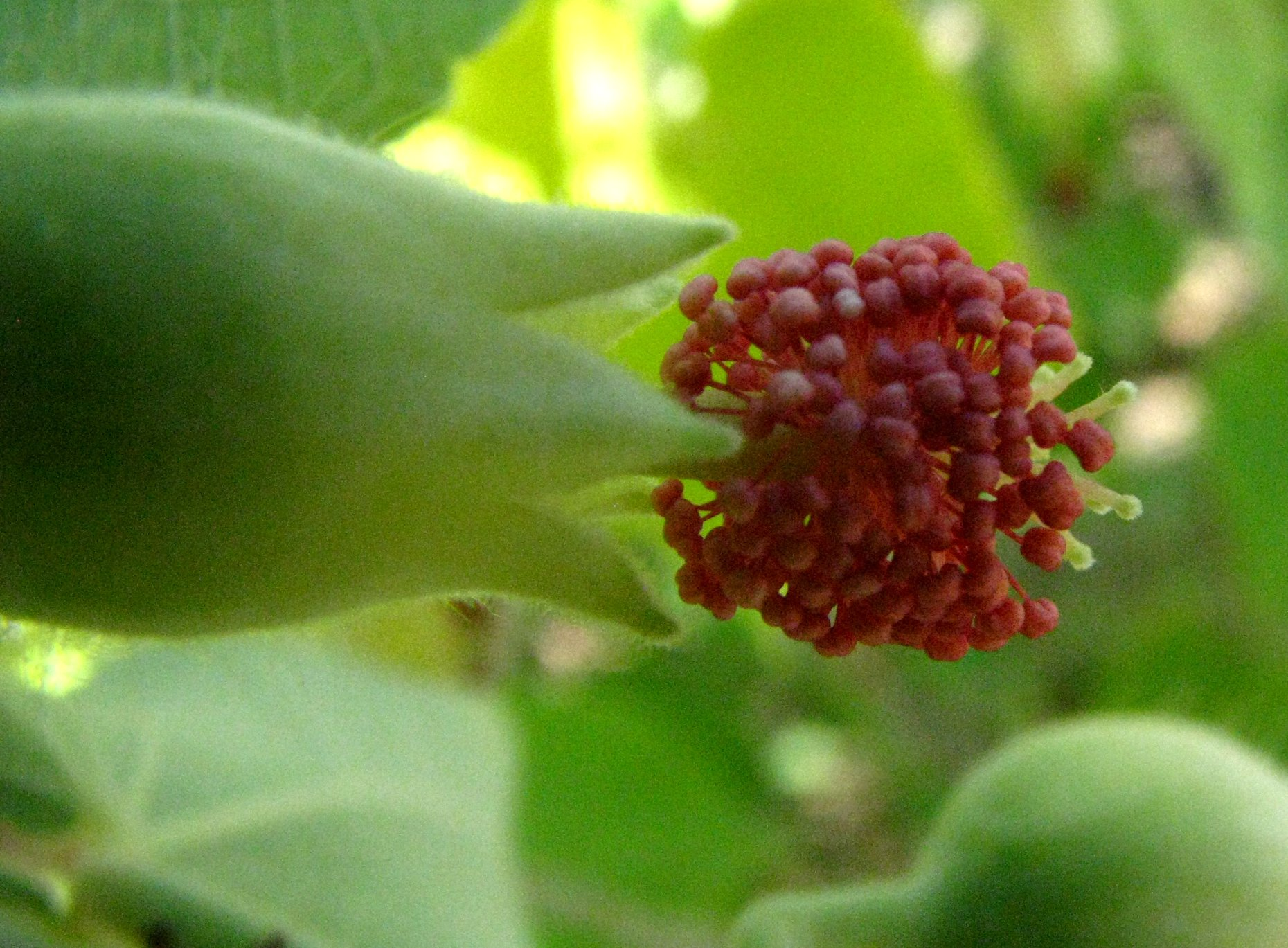
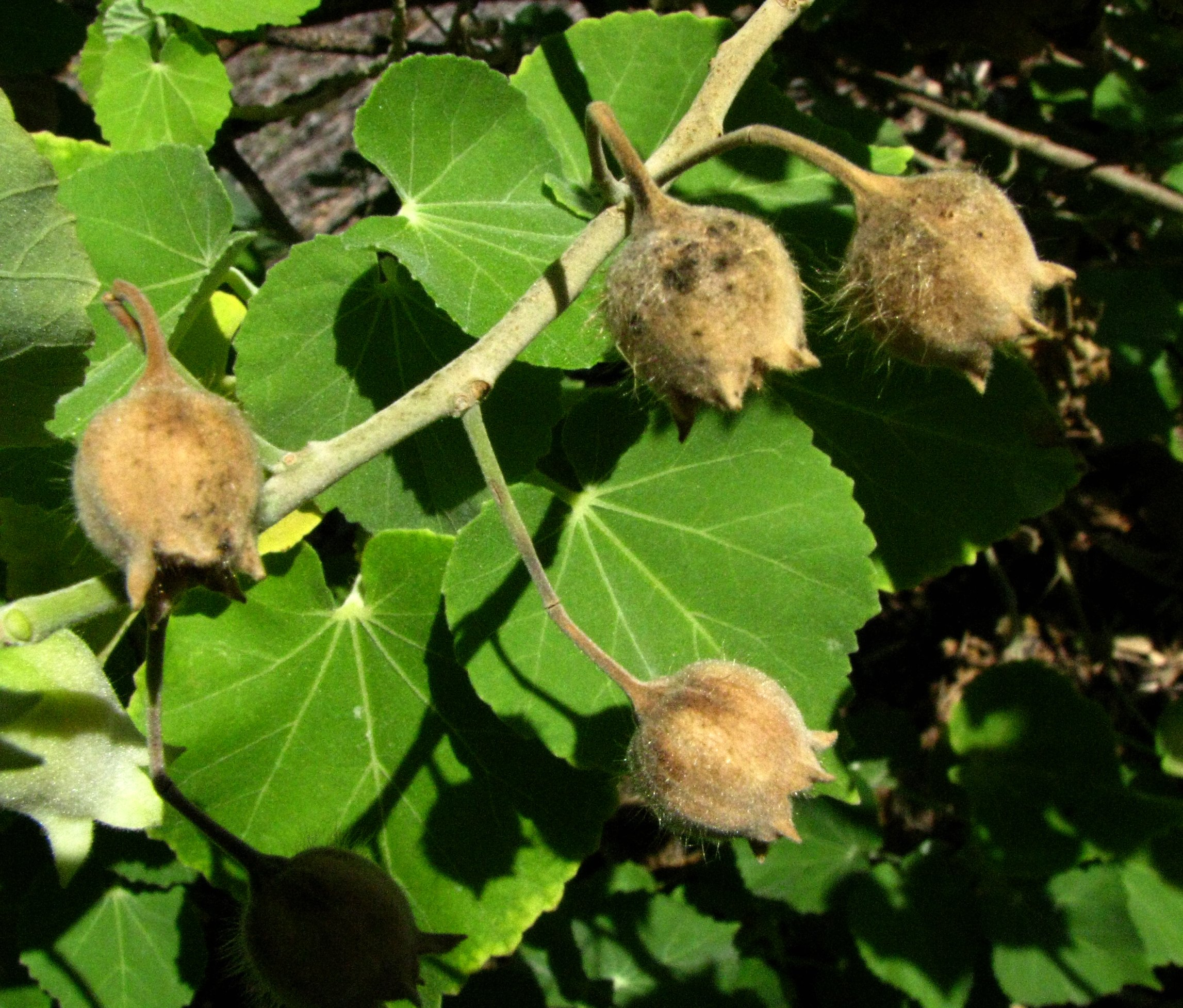
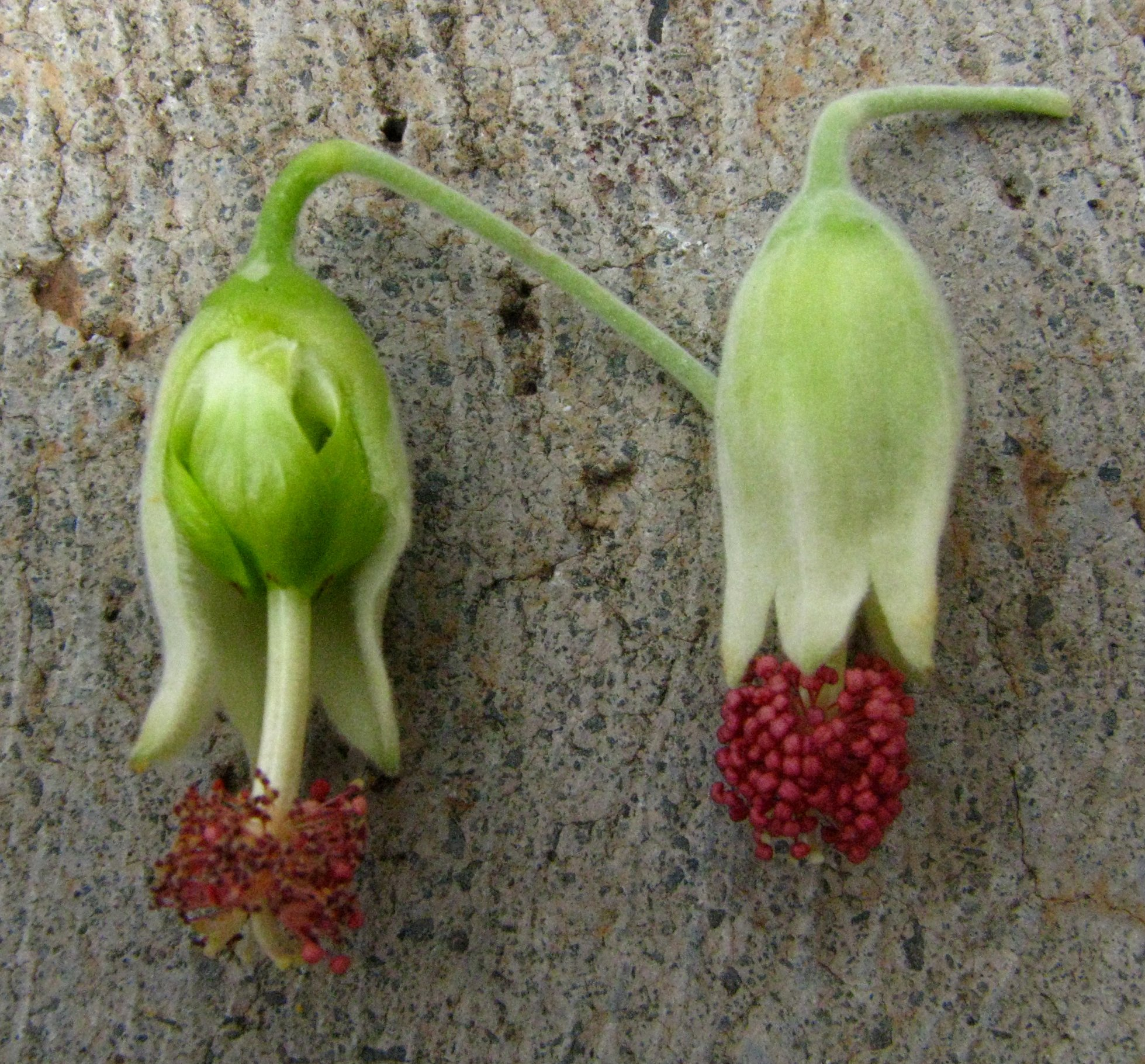
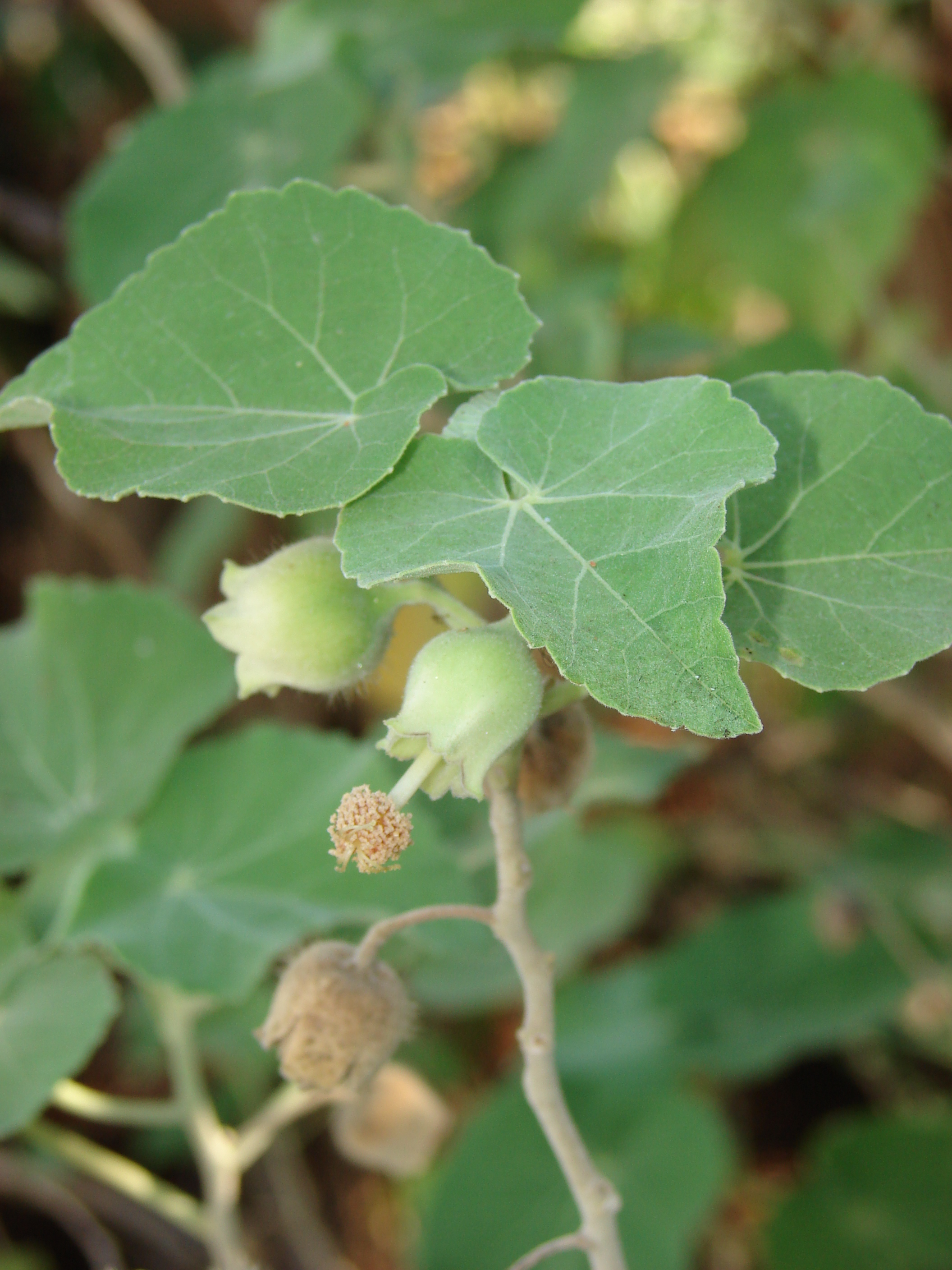